# Juan Barinaga
Juan Ignacio Barinaga (Rosario, 10 de octubre del 2000) es un futbolista profesional que juega de lateral derecho en C. A. Boca Juniors de la Primera División de Argentina.

## Carrera
Barinaga comenzó su carrera en Newell's Old Boys, antes de dirigirse al club ADIUR a la edad de trece años. Luego de un juicio en 2016, Barinaga se unió a Belgrano a principios de 2017. A mediados de 2019 pasó a formar parte de la plantilla del entrenador Alfredo Berti, originalmente como suplente no utilizado en la derrota de la Copa Argentina ante Real Pilar y en la victoria de la Primera B Nacional ante Barracas Central. El debut profesional de Barinaga llegaría el 6 de septiembre durante un empate 1-1 en el partido ante el Deportivo Morón, luego de que fuera sustituido por Sebastián Luna. Marcó su primer gol el 5 de diciembre en el partido ante Independiente Rivadavia.

## Estadísticas
Actualizado al 22 de agosto del 2024.
| Club                                                      | Div.       | Temporada  | Liga  | Liga  | Copas Nacionales(1) | Copas Nacionales(1) | Torneos Internacionales | Torneos Internacionales | Total | Total |
| Club                                                      | Div.       | Temporada  | Part. | Goles | Part.               | Goles               | Part.                   | Goles                   | Part. | Goles |
| --------------------------------------------------------- | ---------- | ---------- | ----- | ----- | ------------------- | ------------------- | ----------------------- | ----------------------- | ----- | ----- |
| C. A. Belgrano Argentina                                  | 2.ª        | 2019-20    | 5     | 0     | 0                   | 0                   | —                       | —                       | 5     | 0     |
| C. A. Belgrano Argentina                                  | 2.ª        | 2020       | 7     | 1     | 0                   | 0                   | —                       | —                       | 7     | 1     |
| C. A. Belgrano Argentina                                  | 2.ª        | 2021       | 21    | 1     | 0                   | 0                   | —                       | —                       | 21    | 1     |
| C. A. Belgrano Argentina                                  | 2.ª        | 2022       | 16    | 1     | 0                   | 0                   | —                       | —                       | 16    | 1     |
| C. A. Belgrano Argentina                                  | 1.ª        | 2023       | 19    | 0     | 16                  | 3                   | —                       | —                       | 35    | 3     |
| C. A. Belgrano Argentina                                  | 1.ª        | 2024       | 9     | 1     | 14                  | 2                   | 8                       | 0                       | 31    | 2     |
| Total club                                                | Total club | Total club | 77    | 4     | 30                  | 5                   | 8                       | 0                       | 115   | 9     |
| (1) Incluye Copa Argentina y Copa de la Liga Profesional. |            |            |       |       |                     |                     |                         |                         |       |       |

## Palmarés
| Título             | Equipo   | País      | Año  |
| ------------------ | -------- | --------- | ---- |
| Primera B Nacional | Belgrano | Argentina | 2022 |